# 西施舌
西施舌（学名：Mactra antiquata），是帘蛤目马珂蛤科马珂蛤属的一种。主要分布于越南、南海、韩国、中国大陆、台湾，常栖息在潮间带至潮下带20（66英尺）左右、潮间带下区及浅海的沙滩中。

## 食用

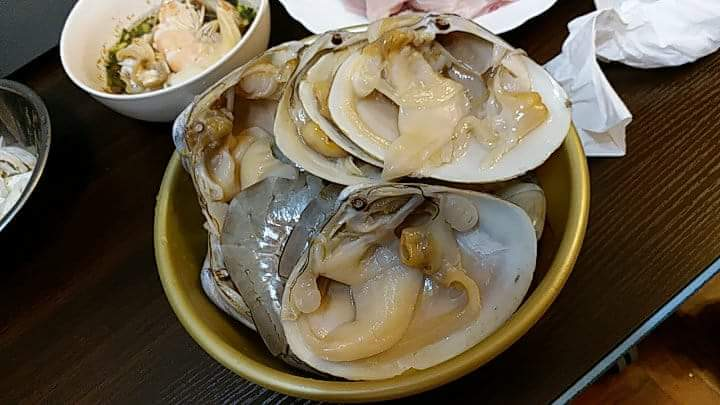
街市販賣的已宰好的貴妃蚌。

貴妃蚌是重要的商業貝殼：相對其他雙殼綱物種，本物種的可食用部分很多，但日常一般會先去除其內臟，只吃剩下的肉。